# ヴィルヘルム・フォン・グレーデン

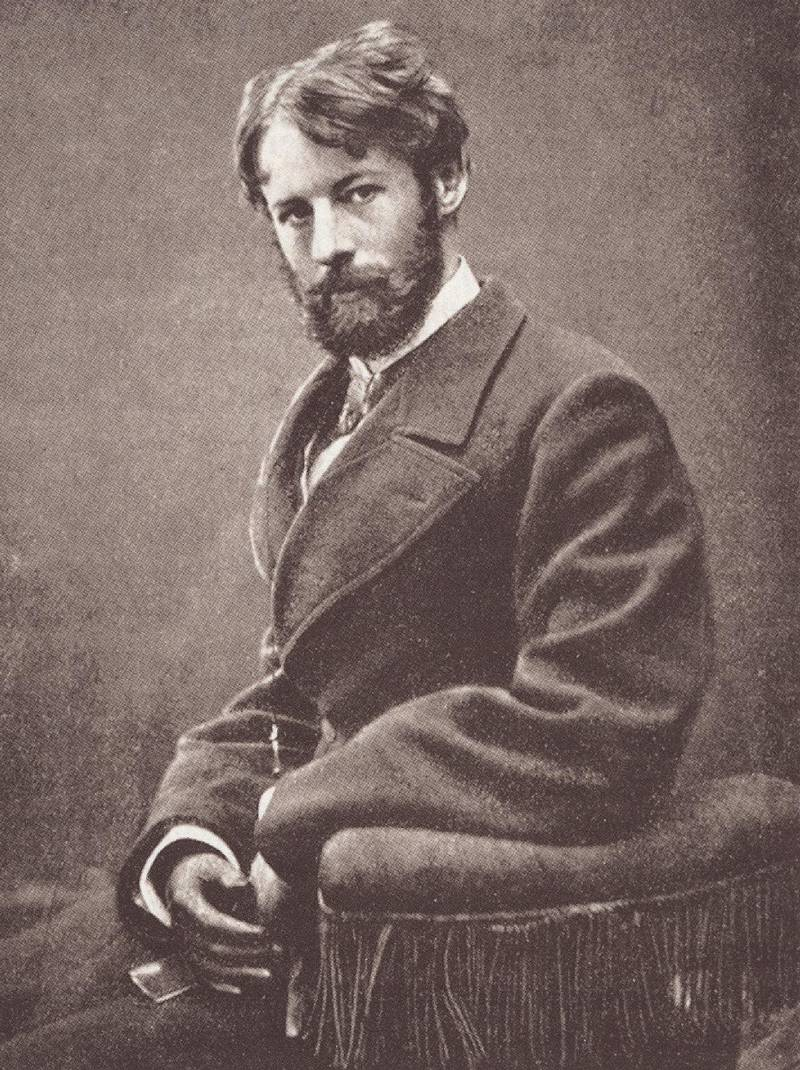
ヴィルヘルム・フォン・グレーデン男爵（1891年撮影）

ヴィルヘルム・フォン・グレーデン男爵（Wilhelm von Gloeden、1856年9月16日 – 1931年2月16日）は、ドイツの写真家。主にイタリアで活動し、シチリアの田園を舞台に、古代ギリシャ・ローマ世界をイメージした牧神などに扮した少年のヌード写真でよく知られている。
ドイツ・メクレンブルク＝シュヴェリーン大公国に森林監督官として仕える下級貴族出身の官僚の息子として生まれた。従兄のヴィルヘルム・プリュショーもイタリアで活動した写真家である。結核療養のため、1876年シチリア島のタオルミーナに移る。
現在では作品に対して、モデルの優美な構図と抑制された照明の使用法に関して高い評価を得ている。また、作品の高い芸術性を表現するために、フィルターの巧みな使用とモデルにほどこしたボディ・メイクアップ術の採用に関しても注目されている。
作品世界から約1世紀に渡り、発禁や焼却処分などの有為転変を経て、トーマス・ウォー（Thomas Waugh）により「第一次世界大戦前における最重要同性愛ヴィジュアルアーティスト」と再評価されるに至っている。

## 作品

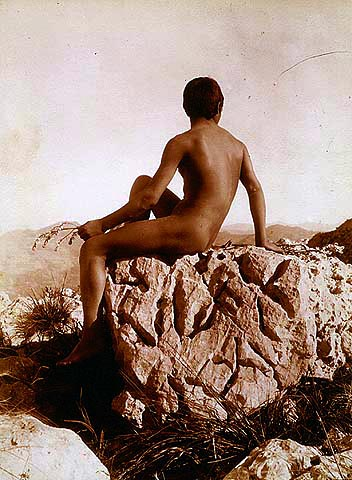
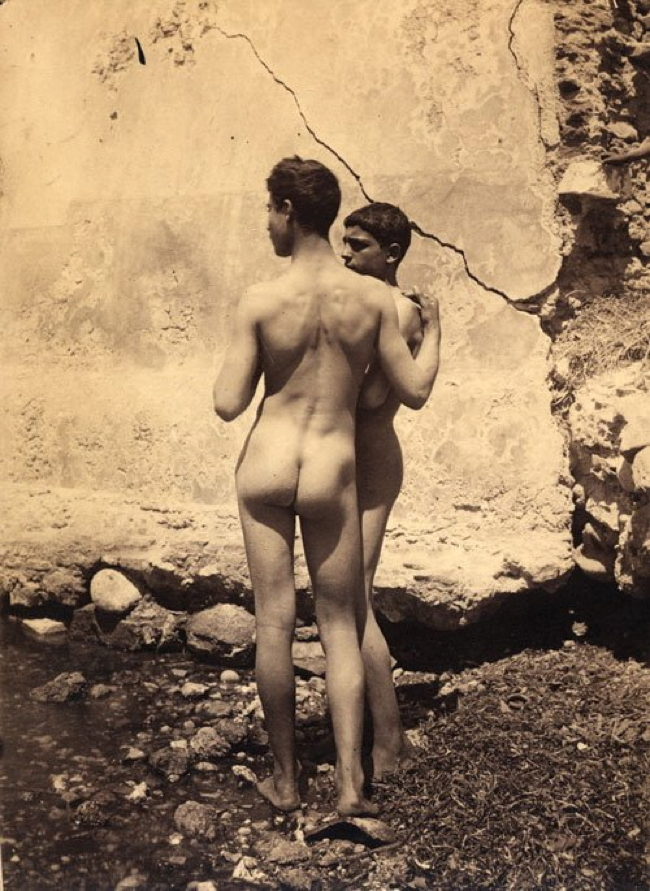
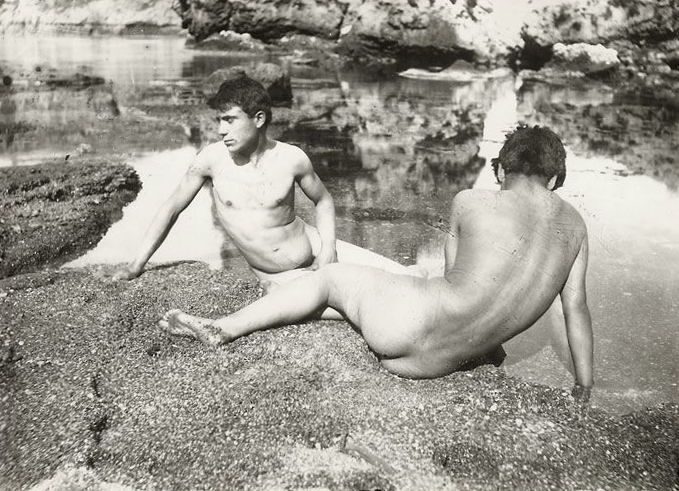
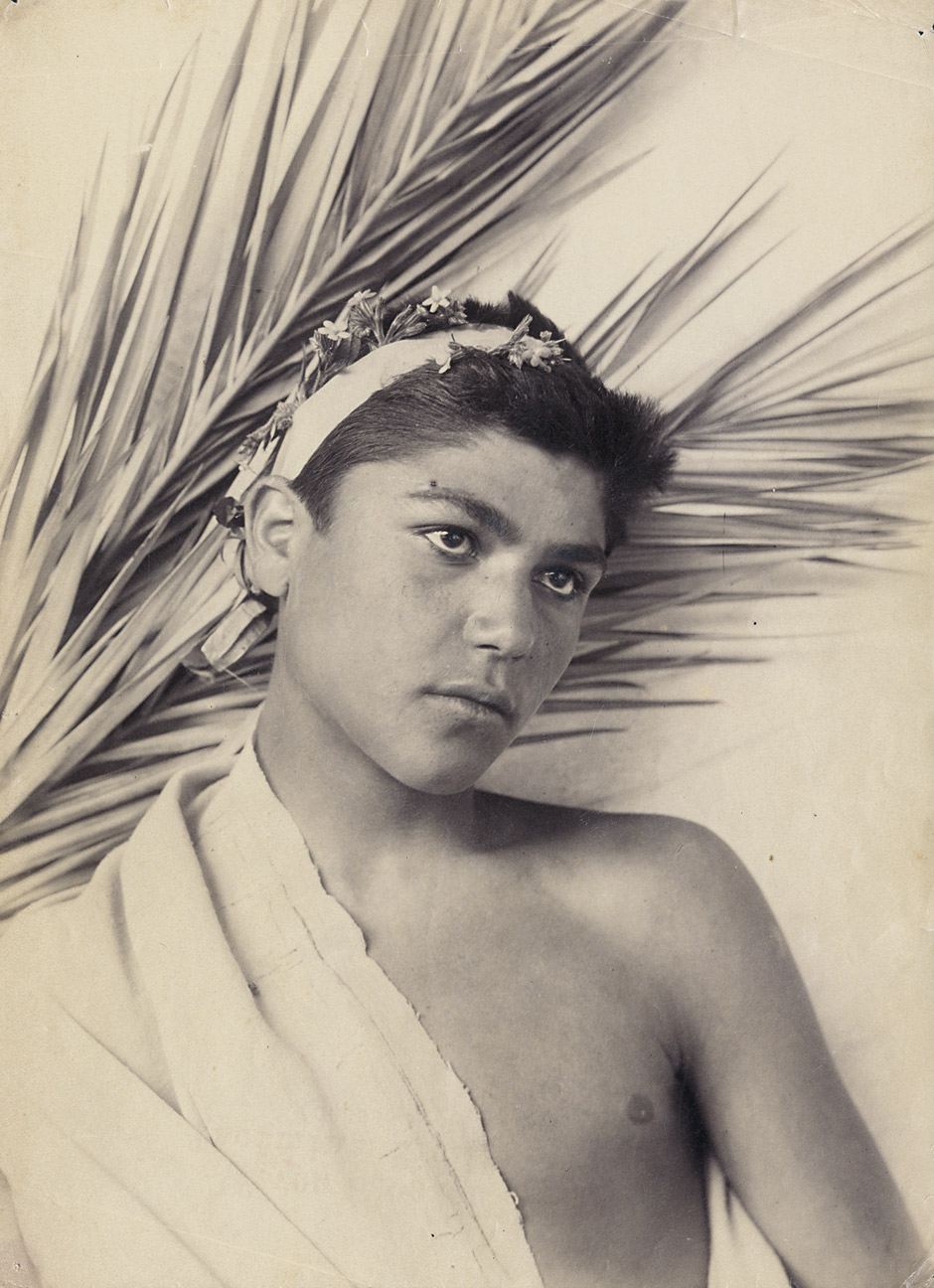
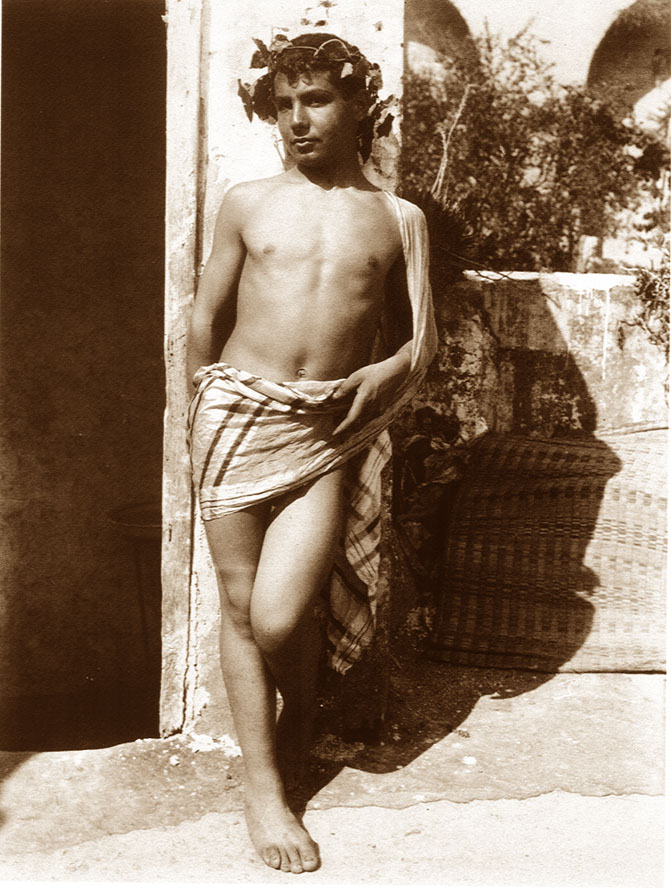
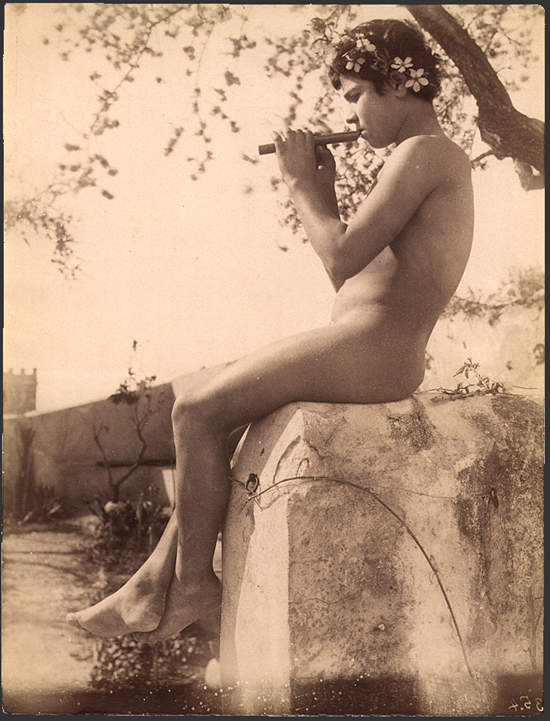
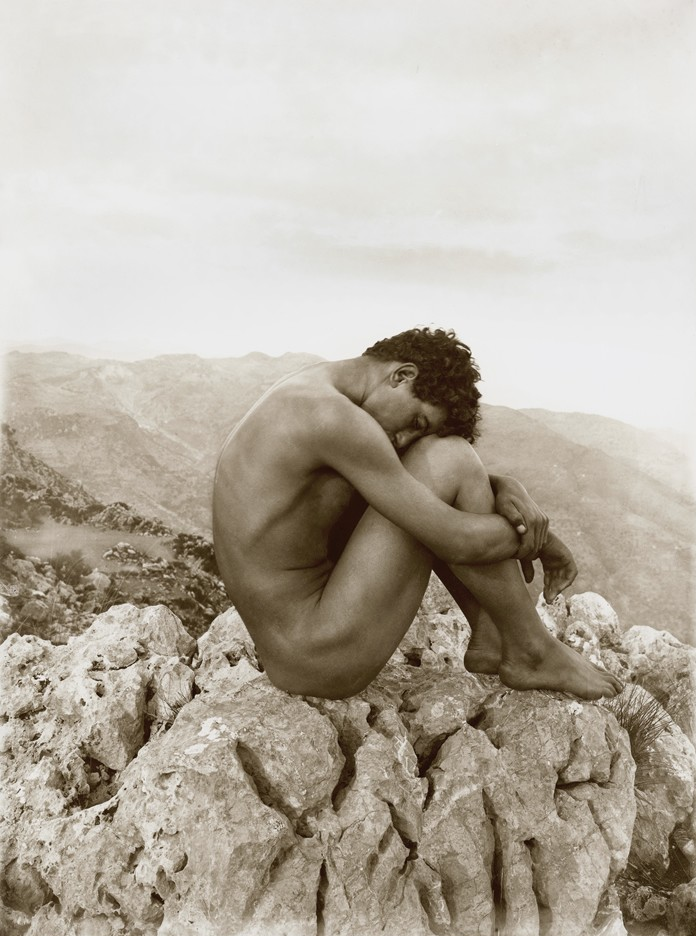
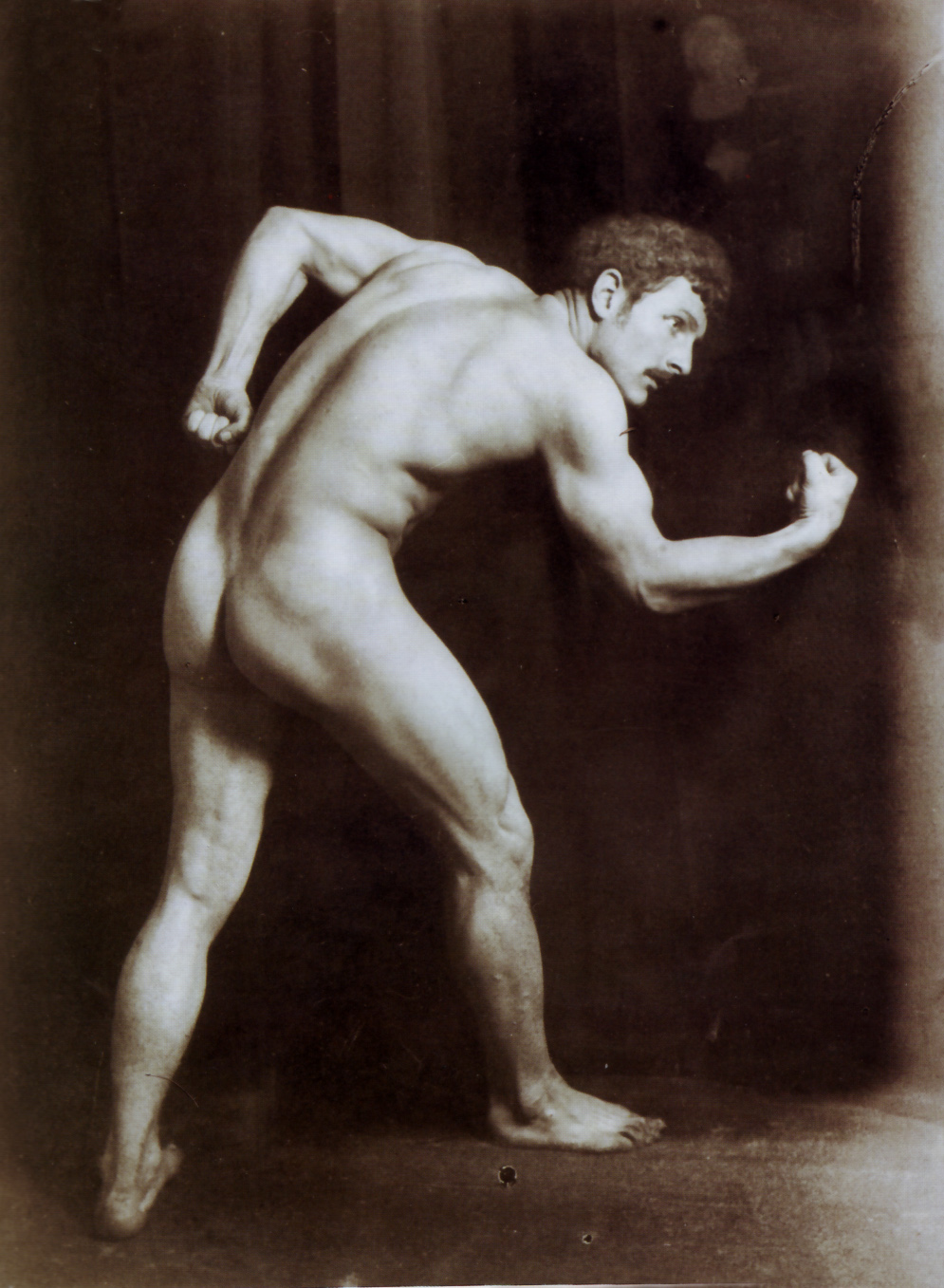

## 参照
1. ↑  Nostalgia and the Photography of Wilhelm von Gloeden by Jason Goldman in GLQ: A Journal of Lesbian and Gay Studies 12.2 (2006) 237-258